# Hippocampus multispinus
Hippocampus multispinus är en fiskart som beskrevs av Kuiter 200. Hippocampus multispinus ingår i släktet Hippocampus och familjen kantnålsfiskar. Inga underarter finns listade i Catalogue of Life.